# Cmentarz rzymskokatolicki w Potoku Górnym
Cmentarz rzymskokatolicki w Potoku Górnym – nekropolia rzymskokatolicka w Potoku Górnym, utworzona na potrzeby miejscowej ludności katolickiej w latach 30. XIX w., użytkowany do dzisiaj.

## Historia i opis
Cmentarz wytyczony został pomiędzy 1830 a 1845 rokiem jako kontynuacja cmentarza przy kościele parafialnym. Ostatni raz teren został powiększony w 1871 r.
Na początku lat 90. XX wieku na terenie nekropolii znajdowało się 15 kamiennych nagrobków sprzed 1945 r., w tym 13 XIX-wiecznych. Są to krzyże łacińskie i kolumny na prostopadłościennych postumentach dekorowanych wielostopniowymi gzymsami uskokowymi, trójkątnymi tympanonami i ornamentami roślinnymi. Wśród współczesnych nagrobków dominują lastrikowe i betonowe stelle z krzyżami.
Zwraca uwagę nagrobek w postaci drewnianej kapliczki słupowej z przedstawieniem Chrystusa Frasobliwego, a także współczesne groby księży: Sługi Bożego ks. Błażeja Nowosada, miejscowego proboszcza zamordowanego w 1943 przez niemiecką żandarmerię oraz jego następcy ks. Ludwika Bartłomieja Olechowskiego, zamordowanego w 1945. Na cmentarzu rosną tuje kolumnowe i świerki.